# 401 (numero)
Quattrocentouno (401) è il numero naturale dopo il 400 e prima del 402.

## Proprietà matematiche
- È un numero dispari.
- È un numero difettivo.
- È il 79º numero primo, dopo il 397 e prima del 409.
  - È un numero primo di Eisenstein.
- È un numero della Successione Tetranacci.
- È un numero palindromo nel sistema numerico esadecimale e nel sistema di numerazione posizionale a base 20 (101).
- È parte delle terne pitagoriche (40, 399, 401), (401, 80400, 80401).
- È un termine della successione di Mian-Chowla.

## Astronomia
- 401P/McNaught è una cometa periodica del sistema solare.
- 401 Ottilia è un asteroide della fascia principale del sistema solare del sistema solare.
- NGC 401 è una stella della costellazione dei Pesci.

## Astronautica
- Cosmos 401 è un satellite artificiale russo.